# Gewehr 98
A Gewehr 98 (Gew98 ou G98) é uma espingardaalemã, usada desde 1898 até 1935 pelo exército alemão, tendo sido substituída por uma sua versão aperfeiçoada, a Karabiner 98k. Em Alemão, Gewehr 98 significa Espingarda 98. A arma também é conhecida pela designação Mauser system 98 ou, simplesmente, Mauser 98
A ação do Gewehr 98, usando um pente de 5 cartuchos carregado com o cartucho 7,92×57mm Mauser, combinou e melhorou com sucesso vários conceitos de engenharia de ferrolho que logo foram adotados por muitos outros países, incluindo o Reino Unido, Estados Unidos e Japão. O Gewehr 98 substituiu o anterior Gewehr 1888 como o principal fuzil de serviço alemão. Ele entrou em combate pela primeira vez na Rebelião dos Boxers Chineses e foi o principal fuzil de serviço de infantaria alemão da Primeira Guerra Mundial. O Gewehr 98 foi usado militarmente pelo Império Otomano e pela Espanha Franquista.
Foi substituído pelo Karabiner 98k, uma versão de carabina com o mesmo projeto, para a Wehrmacht sob a Alemanha Nazista de 1935 a 1945.

## História
A Gewehr 98 foi criada a partir de melhoramentos à espingarda Gewehr 96 experimental e excedia a antecessora Modelo 88 (também conhecida como Gewehr 88). Foi a última numa linhagem de produção de espingardas da Mauser introduzidas nos anos 1890. A Comissão Alemã de Teste de Espingardas adoptou a Gewehr 98 no dia 5 de Abril de 1898. 
Em 1901, as espingardas estavam prontas para servir a Força Expedicionária do Leste Asiático, a Marinha e três destacamentos prussianos. Em 1904, foram feitos contratos com a Waffenfabrik Mauser para a produção de 290.000 espingardas e com a Deutsche Waffen und Munitionsfabriken para a produção de 210.000 espingardas. A Gewehr 98 recebeu o seu baptismo de fogo na Rebelião Boxer.

### Karabiner 98a
A Karabiner 98a (Kar98a ou K98a) era uma versão mais curta da Gewehr 98 originalmente pensada para a cavalaria e unidades de suporte. O modelo original Karabiner 98, com um cano mais curto, foi produzida entre 1899-1908 mas não alcançou o sucesso. Em 1908 a Karabiner 98AZ foi aprovada. O "A" é abreviatura para "com baioneta" em alemão. Em 1923 o 'AZ' foi substituído pelo 'a' para distinguir dos modelos mais novos 'b' e 'k'.[carece de fontes?]
Durante a Primeira Guerra Mundial a Karabiner 98a foi destacada para equipar a cavalaria e tropas de montanha, sendo mais tarde atribuída a unidades de assalto. Esta arma era a preferida pelos soldados por ser mais leve que a Gewehr 98, sendo assim mais apropriada para o combate nas trincheiras.[carece de fontes?]

### Karabiner 98b
A Karabiner 98b foi outra variante da carabina. A Karabiner 98b foi introduzida em 1923. Tinha essencialmente o mesmo comprimento que a Gewehr 98 mas era designada de carabina para estar de acordo com o Tratado de Versalhes que apenas permitia à Alemanha fabricar carabinas e não espingardas. A partir desta variante, mais tarde surgiu a Kar98k.

## Em combate
A Gewehr 98 foi usada principalmente na 1ª Guerra Mundial embora tenha estado presente em várias acções coloniais nos anos que antecederam a guerra. Tal como outras espingardas da altura, era uma espingarda potente e precisa ideal para longo alcance mas era uma má escolha para luta corpo-a-corpo que se dava nas trincheiras. 

## A Gewehr 98 depois da Primeira Guerra Mundial

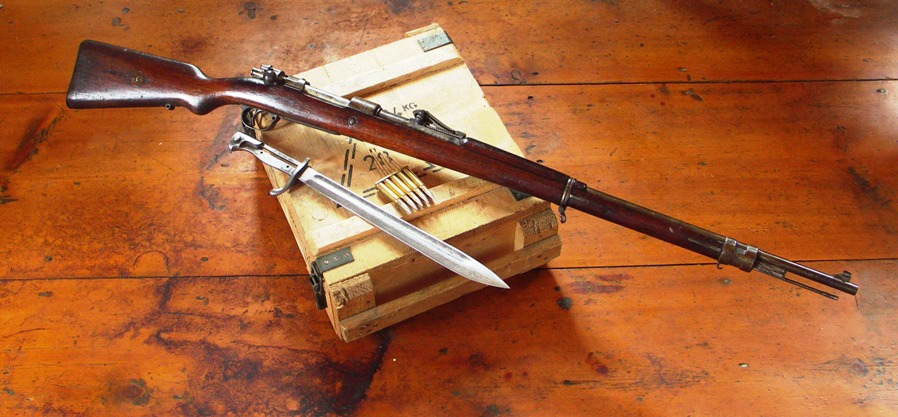
Um Mauser 98 e sua baioneta.

A Gewehr 98 tinha uma reputação tal, que após a guerra os soldados traziam a arma como troféu. Outros modificaram-na de modo a poder usar munições mais comuns e baratas.
Depois da guerra, o Tratado de Versalhes deixou a Alemanha extremamente limitada em termos de poder militar. Os civis não podiam ter qualquer arma ou munições do exército, mas sendo a Gewehr 98 muito robusta e boa para a caça foram feitas modificações à magazine da espingarda especificamente para ser comercializada no mercado civil. 
Muitos exemplares da Gewehr 98 sobreviveram e serviram na 2ª Guerra Mundial, embora a grande maioria fosse convertida para carabina.

## Operadores
- Áustria-Hungria: Usou o Repetiergewehr M.14 na Primeira Guerra Mundial
- Argentina: 200.000 unidades compradas na variante Mauser 1909.[3]
- Bélgica: Pós-Primeira Guerra Mundial.[4]
- Brasil: Variante Mauser 1908.
- China: Importados após a Primeira Guerra Mundial.[5]
- Tchecoslováquia[4]
- Chile: 300 mosquetões DWM Mauser modelo 1907 e modelos 1912 feitos pela Steyr.[6]
- Dinamarca: Alguns convertidos como fuzis de treinamento após a Segunda Guerra Mundial.[7]
- Etiópia: Adquirido durante o período entreguerras.[8]
- França: alguns Kar 98a depois da Primeira Guerra Mundial,[9] Kar 98b depois da Segunda Guerra Mundial.[10]
- Império Alemão:[11] Fuzil padrão.
- República de Weimar:[12] Versões Kar98a e Kar98b, em conformidade com as restrições estabelecidas pelo Tratado de Versalhes.
- Alemanha Nazista:[13] Usado inicialmente por franco-atiradores e depois por unidades da Volkssturm.
- Exército Republicano Irlandês: Em julho de 1921, um carregamento de fuzis Gewehr 98 e pistolas Mauser C96 foi contrabandeado para Waterford por Charles McGuinness.[14]
- México: Comprou modelos 1907 fabricados pela Steyr entre 1907 e 1910[15] e modelos 1912 fabricados pela Steyr até 1914.[6]
- Império Otomano:[16] Foi usada uma versão modificada do Gewehr 98, conhecida como Mauser Modelo 1903 (também conhecida como Mauser Otomano), e após a Guerra da Independência da Turquia, a maioria foi convertida para o padrão 'M38 pela República da Turquia.
- Peru: Comprou cerca de 50.000 fuzis Modelo 1909 (versão de exportação do Gew. 98) entre 1910 e 1914.[17]
- Polónia: Fuzis ex-alemães após a Primeira Guerra Mundial. Cópias do Kar98a e G98 foram produzidas como Karabin wz. 98/W98 (fuzil 98) e Karabinek wz. 98/K98 (carabina 98)[18] em Państwowa Fabryka Karabinów em Varsóvia e Fabryka Broni em Radom.[19]
- Roménia: Alguns fuzis Infanteriegewehr 98 e Karabiner 98AZ foram obtidos como reparações da Alemanha após a Primeira Guerra Mundial.[20]
- Espanha[21][22]
- RSFS da Rússia: Usado pelo Exército Vermelho durante a Guerra Civil Russa.[23]
- Iugoslávia: Pós-Primeira Guerra Mundial, a maioria convertida para a configuração M24B.[24] As armas mantidss em serviço foram designadas Puška 7,9 mm M 98 (Gew 98) e Karabini 7,9 mm M98 (Kar 98AZ).[25]
- Vietname